# Миколай (Налімов)
Миколай Налімов (19 червня 1852, Нова Ладога — 13 липня 1914, Санкт-Петербург) — єпископ Відомства православного віросповідання Російської імперії, архієпископ Володимирський і Суздальський. Духовний письменник.

## Біографія
Народився 19 червня 1852 в родині священика.
У 1873 році закінчив Санкт-Петербурзьку духовну семінарію і був першим у списку. Після цього вступив до Санкт-Петербурзької духовної академії, яку закінчив в 1877 році зі ступенем кандидата богослів'я і призначений викладачем Олександро-Невського училища в Санкт-Петербурзі.
З 28 серпня 1878 року — помічник інспектора і викладач Санкт-Петербурзької духовної семінарії.
Тут він скромно трудився, користуючись винятковою довірою, любов'ю і повагою з боку учнів. У всіх тяжких випадках учні зазвичай зверталися насамперед до нього, тоді ще світського чоловіка — і він завжди знаходив добру пораду, розраду, матеріальну допомогу.
Будучи ще світським викладачем, вів уже чернечий спосіб життя, відрізнявся глибокою релігійністю, ніколи не пропускав богослужінь в семінарській церкві, подаючи добрий приклад учням. Все це ще більше підносило його авторитет серед учнів, оскільки вони знали щирість і прямоту його натури.
8 червня 1885 пострижений в чернецтво, 12 червня висвячений у ієромонахи.
З 17 січня 1886 року призначений ректором Смоленської семінарії, а 26 січня зведений в сан архімандрита. При ньому було вирішено питання будівництва нової семінарії та навесні 1888 року почалися будівельні роботи.
З 21 березня 1889 року — ректор Санкт-Петербурзької духовної семінарії.
5 серпня 1890 хіротонізований на єпископа Ладозького, вікарія Санкт-Петербурзької єпархії.
З 24 жовтня 1892 року — єпископ Гдовський, вікарій тієї ж єпархії.
З 13 листопада 1893 року — єпископ Саратовський і Царицинський.
З 16 січня 1899 року — архієпископ Фінляндський і Виборзький.
У 1904 році нагороджений панагією з коштовним камінням.
8 квітня 1905 році призначений архієпископом Тверським і Кашинським.
1 липня 1905 року — архієпископ Карталинський і Кахетинський, Екзарх Грузії. У 1905 році нагороджений правом носіння хреста на клобуці. 9 червня 1906 звільнений з посади Екзарха.
З 23 червня 1906 року — архієпископ Володимирський і Суздальський.
У червні 1908 року ховав у кафедральному Успенському соборі Володимира свого наступника по управлінню Грузинським Екзархатом, архієпископа Нікона Софійського, убитого в Тифлісі.
Помер 13 липня 1914 року в покоях Олександро-Невської лаври.
Похований на Нікольському цвинтарі Олександро-Невської Лаври.

## Політичні погляди
Миколай відрізнявся крайнім консерватизмом. Наприклад, він заборонив розміщувати в храмах Володимирської і Суздальської єпархії монархічну атрибутику Союзу російського народу, оскільки за статутом цієї організації її членами могли бути старообрядці.

## Праці
Крім слів і промов, поміщених в «Додатках до Церковних Відомостей», в окремих відбитках є:
- «Слово, вимовлене в день загальних зборів членів братства викладача Авраамія»
- «Повчання в день сходження на престол Олександра Олександровича»
- «Мова при нареченні його в єпископа Ладозького». Приб. до «ЦВ» 1890, № 33, с. 1 085
- «Мова при похованні професора М. О. Кояловича». «Церк. Укр.» 1891, № 35, с. 558.